# Tradescantia cymbispatha
Tradescantia cymbispatha är en himmelsblomsväxtart som beskrevs av Charles Baron Clarke. Tradescantia cymbispatha ingår i släktet båtblommor, och familjen himmelsblomsväxter. Inga underarter finns listade.